# Champion Allison
Champion Allison (ur. 5 listopada 1998) – amerykański lekkoatleta specjalizujący się w biegach sprinterskich.
W 2016 zdobył złoto w sztafecie 4 × 400 metrów podczas mistrzostw świata juniorów w Bydgoszczy. W 2022 startował na światowym czempionacie w Eugene, podczas którego indywidualnie był czwarty w biegu na 400 metrów, a wraz z kolegami z reprezentacji zdobył złoto w sztafecie 4 × 400 metrów.
Stawał na podium mistrzostw USA. Złoty medalista mistrzostw NCAA.

## Osiągnięcia
| Rok  | Impreza                     | Miejsce   | Konkurencja             | Lokata     | Wynik   |
| ---- | --------------------------- | --------- | ----------------------- | ---------- | ------- |
| 2016 | Mistrzostwa świata juniorów | Bydgoszcz | sztafeta 4 × 400 metrów | 1. miejsce | 3:02,39 |
| 2022 | Mistrzostwa świata          | Eugene    | bieg na 400 metrów      | 4. miejsce | 44,77   |
| 2022 | Mistrzostwa świata          | Eugene    | sztafeta 4 × 400 metrów | 1. miejsce | 2:56,17 |

## Rekordy życiowe
- Bieg na 400 metrów (stadion) – 43,70 (2022) – 10. wynik w historii światowej lekkoatletyki
- Bieg na 400 metrów (hala) – 45,04 (2022)